# 藤原盛重
藤原 盛重（ふじわら の もりしげ）は、平安時代後期の武士。実父は伊與内供奉祐寛あるいは周防国の百姓であり、藤原北家良門流の藤原国仲（平国仲）の養子となった。官位は従五位上・肥後守。

## 経歴
『続群書類従』によれば、父は伊與内供奉祐寛、母は光忠女とされる。また『十訓抄』では周防国の百姓の子で、幼名を今犬丸（あるいは千寿丸）とされる。白河院に仕えるまでの経緯は明らかでなく、以下の話が伝わっている。
- 源顕房の家人で周防国目代を務めていた者が、機会があって小童（今犬丸）を見たところ才気がある様子であったことから、近くに呼び寄せてかわいがっていた。のちに、この目代が上京する際に、一緒に上京して顕房に召し使われ、後に顕房から白河院に差し出された（『十訓抄』）[6]。
- 東大寺別当敏覚に見出され侍童として仕えていたが、白河院が南都（奈良）御幸の際にその眉目秀麗なるを見初め、寵童（男色相手）として召し出した（『尊卑分脈』）。

以後白河院に近侍し、元服して後は高階経敏に家人として仕える。寛治年間より古記録類に現れるようになり、寛治2年（1088年）北面武士としてその名が見え、康和4年（1102年）以降に検非違使在職が確認できる。
また、以下の通り源顕房家と密接な関係にもあった。
- 寛治4年（1090年）大納言・源雅実が宸筆の宣命を奉納するために伊勢大神宮に派遣された際に、従者を務める（この時の官職は右兵衛尉）。
- 寛治5年（1091年）藤原忠実が従三位に叙せられた慶申のために右大臣・源顕房の邸宅を訪問した際に、引出物の馬を引いた者の一人として名が見える。
- 寛治8年（1094年）堀河天皇が白河上皇がいる六条殿への朝覲行幸を行った際に、供奉をした右大臣・源顕房の前駆を務めた[8]。

嘉承3年（1108年）尾張権守・藤原佐実が皇后宮大進・源仲政の郎従に襲われて髻を切られるという事件が発生するが、白河院の意を受けた摂政・藤原忠実の命に従って盛重は犯人を捕縛し、功労として従五位下に叙せられた。永久元年（1113年）の永久の強訴に当たっては、平正盛・平忠盛・源為義・源光国らと共に興福寺大衆の鎮圧のために派遣される。また同年永久の変では、鳥羽天皇呪詛の罪状を得た醍醐寺の僧侶・仁寛の逮捕にも当たっている。これらの功績により、検非違使尉の官職を嫡男・盛道に譲ることを許された。
のち、石見守を重任で務めたほか、保安元年（1120年）相模守、大治2年（1127年）信濃守、長承元年（1132年）肥後守と白河院政期後期から鳥羽院政期前期にかけて、約20年もの長きに亘って受領を歴任し、位階は従五位上に至った。

## 逸話
源顕房が夜に女の所に通う際、いつも盛重が宿直をして決して遅れることがなかった。ある夜、盛重と田舎侍が二人で顕房の供をしていたが、途中で出会った馬に乗っていた者が下馬して貴人に行うべき挨拶をしなかったため、田舎侍が手にしていた火を灯した松明で馬上の者を打ち落とそうとした。そこで、勇猛な武士達を大勢連れていた者が顕房の車に近寄ろうとしたため、盛重は車のそばで「車の中には皇后宮大夫（顕房）殿がいらっしゃいますぞ。決して過ち致しますな」と言ったところ、馬上の者はあわてて馬から下りて「よせよせ、下がっておれ」と手下の者に言ったため、何事もなく通り過ぎた。
次の日の夕方に源頼治という武者が顕房の邸宅を訪ねて、門の方にて盛重を尋ね探し出して「昨晩は大変な御恩をいただきました。過ちを致してしまうこところでした」と言って、お礼のために参上した。頼治は「お礼に参上したことは、殿（顕房）に決して申し上げないで下さい」と言ったが、盛重は顕房に申し伝えたところ、顕房は頼治を御前に召して御酒を勧めるなどしてもてなしたという（『今鏡』）。

## 官歴
- 寛治2年（1088年） 2月：見北面武士[11]
- 寛治4年（1090年） 11月4日：見右兵衛尉[7]
- 寛治8年（1094年） 正月3日：見左衛門尉[12]
- 康和4年（1102年） 4月25日：見検非違使尉[12]
- 嘉承3年（1108年） 5月21日：従五位下[12]
- 永久2年（1114年） 2月14日：見石見守[12]
- 永久4年（1116年） 日付不詳：石見守（重任）[13]
- 保安元年（1120年） 12月24日：相模守[12]
- 大治2年（1127年） 12月20日：信濃守[12]
- 長承元年（1132年） 12月25日：肥後守[12]
- 時期不詳：従五位上。[2]

## 系譜
『尊卑分脈』による。
- 養父：藤原国仲
- 父：伊與内供奉祐寛[14]？、周防国百姓？
- 母：光忠女[3]
- 生母不詳の子女
  - 男子：藤原盛俊
  - 男子：藤原盛道
  - 男子：藤原盛賢
  - 男子：藤原盛宗
  - 男子：藤原盛成
  - 男子：重舜
  - 男子：滝口五郎盛定？[4]
- 養子女
  - 猶子：藤原盛綱
  - 猶子：藤原盛景

末裔に速水氏がいる。